# Tabontabon
Tabontabon est une petite municipalité des Philippines située dans l'est de la province de Leyte, sur l'île du même nom.

## Histoire
Le 17 octobre 1953, l'ordre exécutif présidentiel 631 a séparé 11 barangays des municipalités de Tanauan et Dagami pour former Tabontabon.  Deux autres barangays de Dagami y ont été ajoutés le 20 juin 1957.

## Subdivisions
La municipalité est divisée en 16 barangays :
- Amandangay
- Aslum
- Balingasag
- Belisong
- Cambucao
- Capahuan
- Guingauan
- Jabong
- Mercaduhay
- Mering
- Mohon
- District I Pob. (Quezon)
- District II Pob. (Rizal)
- District III Pob. (Bonifacio)
- District IV Pob. (Macarthur)
- San Pablo (Mooc)